# Efecte magnetocalòric

A temperatura ambient el gadolini s'escalfa si se li aplica adiabàticament un camp magnètic, i es refreda quan se'n treu el camp.

L'efecte magnetocalòric es refereix a la propietat dels materials de canviar la temperatura en ser sotmesos a canvis adiabàtics de camp magnètic aplicat o, altrament, de canviar l'entropia en ser sotmesos a canvis isotèrmics de camp magnètic aplicat.
L'efecte fou descobert pels físics P. Weiss i A. Piccard l'any 1917, que foren els primers a evidenciar-lo experimentalment i en dotar-lo d'una explicació termodinàmica satisfactòria en mesurar els canvis de temperatura (1.7 °C) sota aplicació adiabàtica d'un camp magnètic (1.5T) al níquel, efecte van anomenar fenomen magnetocalòric. És l'any 1927 quan els físics P. Debye i W. Giauque proporcionen a l'efecte una explicació fonamental més completa.
L'efecte magnetocalòric és la base per a l'assoliment de temperatures molt baixes mitjançant refrigeració magnètica. Aquest procés és conegut altrament com a desmagnetització adiabàtica.

## Fonaments termodinàmics
Prenem el diferencial del canvi d'entropia del sistema magnètic
{\displaystyle dS=\left({\frac {\partial S}{\partial T}}\right)_{H}dT+\left({\frac {\partial S}{\partial H}}\right)_{T}dH} (1)
On S és l'entropia del sistema, T la temperatura i H el camp magnètic aplicat. Fent ús de les relacions de Maxwell, substituïm les derivades involucrades en l'equació (1), obtenint així,
{\displaystyle dS={\frac {C_{p,H}}{T}}dT+\left({\frac {\partial M}{\partial T}}\right)_{H}dH} (2)
On Cp,H és la capacitat calorífica del sistema i M és la magnetització.
Així, per un procés d'aplicació adiabàtica d'un camp magnètic el canvi d'entropia és nul (dS=0) i de l'equació (2) se n'obté obté el canvi de temperatura:
{\displaystyle \Delta T_{ad}=\int _{0}^{H'}-{\frac {T}{C_{p,H}}}\left({\frac {\partial M}{\partial T}}\right)_{H}dH} (3)
Mentre que si el camp magnètic s'aplica isotèrmicament (dT=0), mitjançant l'equació (2) s'obté el següent canvi d'entropia:
{\displaystyle \Delta S_{iso}=\int _{0}^{H'}\left({\frac {\partial M}{\partial T}}\right)_{H}dH} (4)